# Moafloden

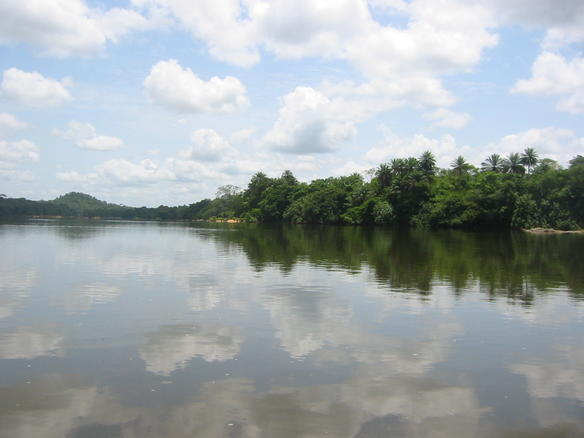
Ön Tiwai i Moafloden

Moafloden är en flod i västra Afrika. Den utgår från högländerna i Guinea och flyter nerströms åt sydväst. Floden utgör en del av gränsen mellan Liberia och Guinea liksom även gränsen mellan Guinea och Sierra Leone. En av de större öarna i floden är Tiwai och en av städerna som ligger längs med floden är Sulima.